# Psalm 82
Der 82. Psalm (in der LXX Psalm 81) gehört in die Reihe der Asafpsalmen als einen Teil des Buchs der Psalmen (hebräisch סֵפֶר תְּהִלִּים sefær təhillîm). Er berichtet von Göttern bzw. „Söhnen des Höchsten“, über die das Gericht JHWHs ergeht.

## Deutung
Das Hauptproblem des Psalms besteht in der Frage, wer mit den „Göttern“, „Söhnen des Höchsten“ gemeint ist. Dabei kommen folgende Möglichkeiten in Betracht: Die „Götter“ sind:
- Götter im eigentlichen Sinne
- Fürsten der Heiden
- Fürsten Israels (wie „Fürsten der Heiden“ ironisch gemeint)

Die übliche Lösung, wie sie zum Beispiel von Hermann Gunkel vorgeschlagen wird, ist: Im damaligen Judentum wurden heidnische Nationalgötter samt ihrer Macht akzeptiert. So hätten die irdischen Völker entsprechende himmlische Urbilder (Dan 10,13 ), die wiederum JHWH unterstellt seien. So müsse das Gericht JHWHs auch diese Gottessöhne treffen.